# Вал (Мазовецьке воєводство)
Вал (пол. Wał) — село в Польщі, у гміні Нове-Място-над-Пилицею Груєцького повіту Мазовецького воєводства.
Населення — 124 особи (2011).
У 1975-1998 роках село належало до Радомського воєводства.

## Демографія
Демографічна структура станом на 31 березня 2011 року:
|          | Загалом | Допрацездатний вік | Працездатний вік | Постпрацездатний вік |
| -------- | ------- | ------------------ | ---------------- | -------------------- |
| Чоловіки | 63      | 11                 | 44               | 8                    |
| Жінки    | 61      | 9                  | 33               | 19                   |
| Разом    | 124     | 20                 | 77               | 27                   |